# Doki Denki Studio
Doki Denki Studio è stata una casa di sviluppo francese di animazione e videogiochi fondata nel 1995 con il nome di Héliovisions Productions e con sede a Lione. Prese il nome di Héliogame nel 1998 e poi di Doki Denki nel 2000.
Ha realizzato diversi giochi per bambini basati su licenze Disney, tra cui Tigro e la caccia al miele, per il quale ha vinto il BAFTA Award come miglior intrattenimento per bambini nel 2001.
Lo studio dichiarò bancarotta nel marzo 2004, un anno dopo aver acquisito la compagnia Delphine Software International. Tutti i direttori dei dipartimenti di Doki Denki si riuniranno nell'aprile dello stesso anno attorno a una nuova società, Phoenix Studio.

## Storia

### Origine e primi giochi
Héliovisions Productions è stata fondata il 20 novembre 1995 da Mustapha Aïlane, Rezki Aïlane e la società JMC Productions con una specializzazione audiovisiva. Nel 1998, Mustapha Aïlane crea Héliozo per ospitare le attività legate all'animazione e Héliogame per le attività legate ai videogiochi insieme a Pascal Stradella.
Héliogame svilupperà due titoli iniziali per conto di Infogrames, la società di distribuzione di Bruno Bonnell: il gioco di ruolo Hexplore su Microsoft Windows e poi I Puffi su PlayStation, platform adattato dall'omonima serie di fumetti.
Fu in questo periodo che apparvero collaboratori storici come Marc Albinet, Bénédicte Peyrusse, Denis Dufour, Emre Yaliniz e Olivier Gaudino.

### Riorganizzazione strategica e arrivo della Disney
Il 18 marzo 1999 viene creata Hélioland, una holding destinata a riunire tutte le strutture del gruppo. Pochi mesi dopo, Mustapha Aïlane, lo storico fondatore, si dimise dalla direzione delle società. Questo momento coincide con l’arrivo di Pierre Mousson come direttore generale per dare un nuovo orientamento strategico.
Dopo un episodio di diversificazione costato 1,22 milioni di euro, la società ha trovato solide basi finanziarie ed è di nuovo redditizia dopo aver saldato i propri debiti.
I videogiochi rappresentano quindi il 60% del fatturato del gruppo, che decide di farne la sua attività principale. Lo studio firmò con la Disney Interactive per Tigro e la caccia al miele, che avrebbe vinto il BAFTA come miglior titolo videoludico per bambini. Lo studio pubblicherà per la prima volta un gioco con il marchio Doki Denki.
Doki Denki Studio rafforza quindi il suo posizionamento sul target dei bambini dai tre ai sei anni e dimostra la sua volontà di creare giochi etici e responsabili per i più piccoli, "sia in termini di contenuti che di divertimento generato da questi giochi".
Sulla base del successo ottenuto con Tigro e la caccia al miele, l'azienda ha rilasciato tre nuovi giochi Disney tra il 2001 e il 2003: Pooh e Tigro! È qui la festa, Peter Pan: L'avventura nell'Isola che non c'è e Pimpi, piccolo grande eroe, quest'ultimo diventato un fenomeno virale 21 anni dopo la sua uscita.
Doki Denki mantiene una divisione di animazione che sarà in particolare responsabile nel 2000 del design europeo delle "giostre" di Fox Kids, per il quale lo studio riceverà il premio per il "Miglior elemento di design televisivo".

### Crisi e liquidazione giudiziaria
Il 27 maggio 2002, Hélioland si è fusa con le società storiche del gruppo, Héliogame Productions e Héliovisions Productions.
Il 29 luglio 2002, Hélioland prese ufficialmente il nome di Doki Denki. Philippe Renaudin, ex responsabile marketing di Electronic Arts, ne è diventato presidente e CEO, con l’obiettivo di farne una "piccola Electronic Arts della creazione".
Nel 2003 lo studio firmò un contratto di pre-produzione con Sony per la licenza di Dragon Hunters. Lo sviluppo richiederebbe 24 mesi e un budget di 3-4 milioni di euro. Nello stesso anno, la società acquisì la software house francese Delphine Software International e lavorò a un nuovo gioco della serie Moto Racer per PC e PlayStation 2.
Nonostante i risultati crescenti ottenuti dopo la ristrutturazione e la partnership con la Disney, la crisi strutturale dei primi anni 2000 e lo scoppio della bolla di Internet hanno avuto un impatto negativo sulla compagnia. Nel marzo 2004, il tribunale commerciale di Lione ordinò la liquidazione di Doki Denki, allora considerato "uno dei più grandi studi di sviluppo di videogiochi indipendenti in Francia".
Nello stesso anno, tuttavia, la storia continua per le persone chiave delle produzioni di Doki Denki che verranno reclutate all'interno di Phoenix Studio, una nuova struttura co-fondata da Marc Albinet, lead game designer dalle origini di Doki Denki, e Pierre Mousson, personaggio strategico nella riorganizzazione dello studio tra il 1999 e il 2002.
Nel 2010, una procedura collettiva ha liquidato Doki Denki.

## Lista dei titoli
- Hexplore (1998) - PC
- I Puffi (1999) - PlayStation
- Tigro e la caccia al miele (2000) - PlayStation, Nintendo 64, PC
- Pooh e Tigro! È qui la festa (2001) - PlayStation, PC
- Peter Pan: L'avventura nell'Isola che non c'è (2002) - PlayStation, PC
- Pimpi, piccolo grande eroe (2003)  - Game Boy Advance, GameCube, PlayStation 2